# فارس البيوش
فارس البيوش (من مواليد سنة 1970) هو مقدم سابق بالجيش السوري، إِنشق عنه في سنة 2012 وانضم للجيش السوري الحر.